# جاسون دولي
جاسون دولي (بالإنجليزية: Jason Dolley)‏ هو ممثل أمريكي، ولد في 5 يوليو 1991 بلوس أنجلوس في الولايات المتحدة.

## أعمال

### مسلسلات
- كوري إن ذا هاوس[4]

## وصلات خارجية
- جاسون دولي على موقع IMDb (الإنجليزية)
- جاسون دولي على موقع روتن توميتوز (الإنجليزية)
- جاسون دولي على موقع ألو سيني (الفرنسية)
- جاسون دولي على موقع ميوزك برينز (الإنجليزية)
- جاسون دولي على موقع أول موفي (الإنجليزية)
- جاسون دولي على موقع إن إن دي بي (الإنجليزية)
- جاسون دولي على موقع قاعدة بيانات الفيلم (الإنجليزية)
- جاسون دولي على موقع كينوبويسك (الروسية)